# Банкино
Банкино — село в Вейделевском районе Белгородской области Российской Федерации. Входит в состав Кубраковского сельского поселения.

## География
Находится в юго-восточной части региона, в лесостепной зоне, в пределах Среднерусской возвышенности.

### Климат
Климат характеризуется как умеренно континентальный, с жарким летом и сравнительно холодной зимой. Среднегодовая температура воздуха — 6,6 °C. Средняя температура воздуха самого холодного месяца (февраля) — −8,8 °C (абсолютный минимум — −36 °C); самого тёплого месяца (июля) — 20,8 °C (абсолютный максимум — 39 °С). Безморозный период длится 163 дня. Годовое количество атмосферных осадков — 490 мм, из которых 342 мм выпадает в период с апреля по октябрь.

## Население
| 1859 | 2002 | 2010 |
| ---- | ---- | ---- |
| 373  | ↘224 | ↘171 |

## Инфраструктура
Личное подсобное хозяйство.
Основа экономики — сельское хозяйство.
- Банкинская муниципальная основная общеобразовательная школа (закрыта в 2005 году);
- Банкинский сельский дом культуры;
- Банкинская сельская библиотека.

## Транспорт
Банкино доступно автотранспортом по автодороге регионального значения «Новый Оскол — Валуйки — Ровеньки» (идентификационный номер 14 ОП РЗ К-8). Остановка общественного транспорта «Банкино».